# Yu Oh-seong
Yu Oh-seong (en hangul, 유오성) es un actor coreano. 

## Carrera
Es más conocido por sus interpretaciones en  The Spy (1999), Attack the Gas Station (1999),  Friend (2001), Emperatriz Qi,  y Swallow the Sun
En octubre de 2019 se unió al elenco recurrente de la serie My Country donde interpretó a Seo-geom.

## Filmografía

### Series de televisión
| Año     | Título                                                                 | Personaje               | Cadena/Red | Ref.  |
| ------- | ---------------------------------------------------------------------- | ----------------------- | ---------- | ----- |
| 1998    | Aim for Tomorrow                                                       | Kang Dae-ho             | MBC        |       |
| 2000    | Some Like It Hot                                                       | Kang Man-ho             | MBC        |       |
| 2004    | Jang Gil-san                                                           | Jang Gil-san            | SBS        |       |
| 2006    | Invisible Man                                                          | Choi Jang-soo           | KBS2       |       |
| 2007    | Dear Lover                                                             | Go Dong-woo             | SBS        |       |
| 2009    | Swallow the Sun                                                        | Jackson Lee             | SBS        |       |
| 2009    | Invincible Lee Pyung Kang                                              | Policía (cameo)         | KBS2       |       |
| 2010    | Kim Su-ro, The Iron King                                               | Shingwi Ghan / Tae-gang | MBC        |       |
| 2012    | Drama Special "Missing Case of National Assembly Member Jung Chi-sung" | Jung Chi-sung           | KBS2       |       |
| 2012    | Faith                                                                  | Ki-Chul                 | SBS        |       |
| 2013    | Drama Special "Mother's Island"                                        | Lee-Tan                 | KBS2       |       |
| 2013    | Drama Special "The Devil Rider"                                        | Moon-Bok                | KBS2       |       |
| 2014    | Gunman in Joseon                                                       | Choi Won-shin           | KBS2       |       |
| 2015    | Spy                                                                    | Hwang Ki-chul           | KBS2       |       |
| 2015    | The Merchant: Gaekju 2015                                              | Gil So-gae              | KBS2       |       |
| 2016    | Uncontrollably Fond                                                    | Choi Hyeon-joon         | KBS2       |       |
| 2019    | My Country                                                             | Seo-geom                | JTBC       |       |
| 2021    | The Veil                                                               | Baek Mo-sa              | MBC        | [ 1 ] |
| 2023-24 | De vuelta en Samdal-ri                                                 | Jo Sang-tae             | JTBC       | [ 2 ] |

### Películas
| Año  | Título                                 | Personaje               |
| ---- | -------------------------------------- | ----------------------- |
| 1991 | Love, Love: Han Hee-jak's Love Stories | Dal-shik                |
| 1993 | First Love                             |                         |
| 1994 | I Wish for What Is Forbidden to Me     | Hwang Nam-gi            |
| 1995 | Dr. Bong                               | On-dal                  |
| 1995 | Terrorist                              | Jeom-pyo                |
| 1995 | Man?                                   | Seong Chung-do          |
| 1996 | Kill the Love                          | Baek Joon               |
| 1997 | Poison                                 |                         |
| 1997 | Beat                                   | Tae-soo                 |
| 1998 | Saturday, 2:00 pm                      | Dal-soo                 |
| 1998 | Spring in My Hometown                  | tío de Sung-min         |
| 1999 | The Spy                                | Rhee Cheol-jin          |
| 1999 | Attack the Gas Station                 | Mu Dae-po ("Bulldozer") |
| 2001 | Friend                                 | Lee Joon-seok           |
| 2002 | Champion                               | Kim Deuk-gu             |
| 2003 | Star                                   | Yeong-woo               |
| 2004 | Thomas An Jung-geun                    | An Jung-geun            |
| 2006 | Lump Sugar                             | Yun-jo                  |
| 2009 | Potato Symphony                        | Jin-han                 |
| 2010 | Happy Killers                          | Kim Young-seok          |
| 2011 | Champ                                  | Trainer Yoon            |
| 2012 | Don't Cry Mommy                        | Detective               |
| 2013 | Friend: The Great Legacy               | Lee Joon-seok           |
| 2015 | Shoot Me in the Heart                  | Choi Ki-hoon            |

### Espectáculos de variedades
| Año  | Título                               | Red | Notas     |
| ---- | ------------------------------------ | --- | --------- |
| 2020 | Law of the Jungle in Chuuk           | SBS | miembro   |
| 2009 | Billion Won Mystery with Yu Oh-seong | SBS | Anfitrión |

### Vídeos musicales
| Año  | Canción                 | Artista  |
| ---- | ----------------------- | -------- |
| 2011 | "Goodbye"               | Seo Yoon |
| 2013 | "Baby I'm Sorry" (2013) | MY NAME  |

### Teatro
| Año  | Título                | Rol          |
| ---- | --------------------- | ------------ |
| 1992 | Blood                 |              |
| 2005 | Story of an Old Thief |              |
| 2005 | Tape                  | Vince        |
| 2006 | Oedipus               |              |
| 2009 | Turn Around and Leave | Gong Sang-du |

## Premios y nominaciones
| Año  | Premio                                   | Categoría                                   | Nominación | Resultado |  |
| ---- | ---------------------------------------- | ------------------------------------------- | --- | --------- |  |
| 1994 | 32nd Grand Bell Awards                   | mejor actor nuevo                           | I Wish for What Is Forbidden to Me | Nominado  |  |
| 1997 | 35th Grand Bell Awards                   | mejor actor de reparto                      | Beat | Nominado  |  |
| 1998 | MBC Drama Awards                         | mejor actor nuevo                           | Aim for Tomorrow | Ganador   |  |
| 1999 | Korean Most Popular Entertainment Awards | actor más popular                           | | Ganador   |  |
| 2001 | 46th Asia Pacific Film Festival          | mejor actor                                 | Friend | Ganador   |  |
| 2001 | 9th Chunsa Film Art Awards               | mejor actor                                 | Friend | Ganador   |  |
| 2001 | 38th Grand Bell Awards                   | mejor actor                                 | Friend | Nominado  |  |
| 2001 | 22nd Blue Dragon Film Awards             | mejor actor                                 | Friend | Nominado  |  |
| 2002 | 38th Baeksang Arts Awards                | mejor actor (cine)                          | Friend | Nominado  |  |
| 2002 | 38th Baeksang Arts Awards                | actor más popular (cine)                    | Friend | Ganador   |  |
| 2002 | 1st Korean Film Awards                   | mejor actor                                 | Champion | Nominado  |  |
| 2003 | 40th Grand Bell Awards                   | mejor actor                                 | Champion | Nominado  |  |
| 2007 | 44th Grand Bell Awards                   | mejor actor de reparto                      | Lump Sugar | Nominado  |  |
| 2009 | SBS Drama Awards                         | mejor actor de reparto (drama especial)     | Swallow the Sun | Nominado  |  |
| 2012 | SBS Drama Awards                         | premio a la excelencia, actor de miniseries | Faith | Nominado  |  |
| 2012 | KBS Drama Awards                         | mejor actor de drama                        | Missing Case of National Assembly Member Jung Chi-sung \|\| rowspan="" style="background-color: var(--background-color-error-subtle, #fee7e6); color:inherit;; text-align:center; vertical-align:middle;" \| Nominado |           |  |
| 2013 | KBS Drama Awards                         | mejor actor de drama                        | Mother's Island, The Devil Rider | Ganador   |  |
| 2014 | KBS Drama Awards                         | mejor actor de reparto                      | Gunman in Joseon | Nominado  |  |